# Episodi di Mystery! (ottava stagione)
L'ottava stagione della serie televisiva Mystery! è stata trasmessa in anteprima negli Stati Uniti d'America dalla Public Broadcasting Service tra il 1º ottobre 1987 e il 2 giugno 1988.
| nº | Titolo originale                                               | Titolo italiano | Prima TV USA     | Prima TV Italia |
| -- | -------------------------------------------------------------- | --------------- | ---------------- | --------------- |
| 1  | A Dorothy L. Sayers Mystery: Strong Poison (Part 1)            |                 | 1º ottobre 1987  |                 |
| 2  | A Dorothy L. Sayers Mystery: Strong Poison (Part 2)            |                 | 8 ottobre 1987   |                 |
| 3  | A Dorothy L. Sayers Mystery: Strong Poison (Part 3)            |                 | 15 ottobre 1987  |                 |
| 4  | A Dorothy L. Sayers Mystery: Have His Carcase (Part 1)         |                 | 22 ottobre 1987  |                 |
| 5  | A Dorothy L. Sayers Mystery: Have His Carcase (Part 2)         |                 | 29 ottobre 1987  |                 |
| 6  | A Dorothy L. Sayers Mystery: Have His Carcase (Part 3)         |                 | 5 novembre 1987  |                 |
| 7  | A Dorothy L. Sayers Mystery: Have His Carcase (Part 4)         |                 | 12 novembre 1987 |                 |
| 8  | A Dorothy L. Sayers Mystery: Gaudy Night (Part 1)              |                 | 19 novembre 1987 |                 |
| 9  | A Dorothy L. Sayers Mystery: Gaudy Night (Part 2)              |                 | 26 novembre 1987 |                 |
| 10 | A Dorothy L. Sayers Mystery: Gaudy Night (Part 3)              |                 | 3 dicembre 1987  |                 |
| 11 | Agatha Christie's Miss Marple III: Nemesis (Part 1)            |                 | 10 dicembre 1987 |                 |
| 12 | Agatha Christie's Miss Marple III: Nemesis (Part 2)            |                 | 17 dicembre 1987 |                 |
| 13 | Agatha Christie's Miss Marple III: At Bertram's Hotel          |                 | 24 dicembre 1987 |                 |
| 14 | Agatha Christie's Miss Marple III: Sleeping Murder (Part 1)    |                 | 7 gennaio 1988   |                 |
| 15 | Agatha Christie's Miss Marple III: Sleeping Murder (Part 2)    |                 | 14 gennaio 1988  |                 |
| 16 | Agatha Christie's Miss Marple III: At Bertrams Hotel (Part 1)  |                 | 21 gennaio 1988  |                 |
| 17 | Agatha Christie's Miss Marple III: At Bertrams Hotel (Part 2)  |                 | 28 gennaio 1988  |                 |
| 18 | Inspector Morse I: The Dead of Jericho (Part 1)                |                 | 4 febbraio 1988  |                 |
| 19 | Inspector Morse I: The Dead of Jericho (Part 2)                |                 | 11 febbraio 1988 |                 |
| 20 | Inspector Morse I: The Silent World of Nicholas Quinn (Part 1) |                 | 18 febbraio 1988 |                 |
| 21 | Inspector Morse I: The Silent World of Nicholas Quinn (Part 2) |                 | 25 febbraio 1988 |                 |
| 22 | Inspector Morse I: Service of All the Dead (Part 1)            |                 | 3 marzo 1988     |                 |
| 23 | Inspector Morse I: Service of All the Dead (Part 2)            |                 | 10 marzo 1988    |                 |
| 24 | Rumpole of the Bailey IV: Rumpole and the Old, Old Story       |                 | 17 marzo 1988    |                 |
| 25 | Rumpole of the Bailey IV: Rumpole and the Bright Seraphim      |                 | 24 marzo 1988    |                 |
| 26 | Rumpole of the Bailey IV: Rumpole and the Blind Tasting        |                 | 31 marzo 1988    |                 |
| 27 | Rumpole of the Bailey IV: Rumpole and the Official Secret      |                 | 7 aprile 1988    |                 |
| 28 | Rumpole of the Bailey IV: Rumpole and the Judge's Elbow        |                 | 14 aprile 1988   |                 |
| 29 | Rumpole of the Bailey IV: Rumpole and the Last Case            |                 | 21 aprile 1988   |                 |
| 30 | Dalgliesh: The Black Tower (Part 1)                            |                 | 28 aprile 1988   |                 |
| 31 | Dalgliesh: The Black Tower (Part 2)                            |                 | 5 maggio 1988    |                 |
| 32 | Dalgliesh: The Black Tower (Part 3)                            |                 | 12 maggio 1988   |                 |
| 33 | Dalgliesh: The Black Tower (Part 4)                            |                 | 19 maggio 1988   |                 |
| 34 | Dalgliesh: The Black Tower (Part 5)                            |                 | 26 maggio 1988   |                 |
| 35 | Dalgliesh: The Black Tower (Part 6)                            |                 | 2 giugno 1988    |                 |